# Aeonium hierrense
Aeonium hierrense is een zeldzame overblijvende plant uit de vetplantenfamilie (Crassulaceae). De plant is endemisch op de Canarische Eilanden, waar deze voorkomt op La Palma en El Hierro.
Hij heeft van alle Aeonium-soorten het grootste bladrozet, met bladeren tot 40 cm lang.

## Naamgeving enetymologie
- Synoniemen: Sempervivum hierrense R.P.Murray
- Spaans: Bejeque sanjora

De botanische naam Aeonium is afgeleid uit het Oudgriekse αἰώνιος, aiōnios (eeuwig), naar de overblijvende bladeren. De soortaanduiding hierrense verwijst naar de oorspronkelijke vindplaats, het eiland El Hierro.

## Kenmerken
Aeonium hierrense is een overblijvende, kruidachtige plant met een tot 50 cm lange, meestal onvertakte stengel. De bladeren staan in een schotelvormig bladrozet op de top van de stengel en zijn tot 40  cm lang, dik en vlezig, omgekeerd eirond tot breed lancetvormig, berijpt grijsgroen gekleurd maar dikwijls rood aangelopen, onbehaard maar de bladranden bezet met doorzichtige haren.
De bloeiwijze is een rechtopstaande, piramidale tros, met een behaarde bloeistengel en witte tot lichtroze bloemen, elk met zes tot negen kroonblaadjes.
De plant bloeit in het voorjaar. Hij is monocarpisch, de plant sterft af na de bloei.

## Habitaten verspreiding
Aeonium hierrense groeit op zonnige of licht beschaduwde plaatsen op verweerde vulkanische bodem.
De plant is endemisch op de Canarische Eilanden, waar deze voorkomt op La Palma en El Hierro.
... · 
A. arboreum · 
A. canariense · 
A. davidbramwellii · 
A. glandulosum · 
A. glutinosum · 
A. goochiae · 
A. hierrense · 
A. nobile · 
A. sedifolium · 
A. spathulatum · 
...